# Piletocera inconspicua
Piletocera inconspicua is een vlinder van de familie van de grasmotten (Crambidae). De wetenschappelijke naam van deze soort is voor het eerst voorgesteld door William Schaus in een publicatie uit 1912.
De soort komt voor in Costa Rica.